# Maurice Utrillo

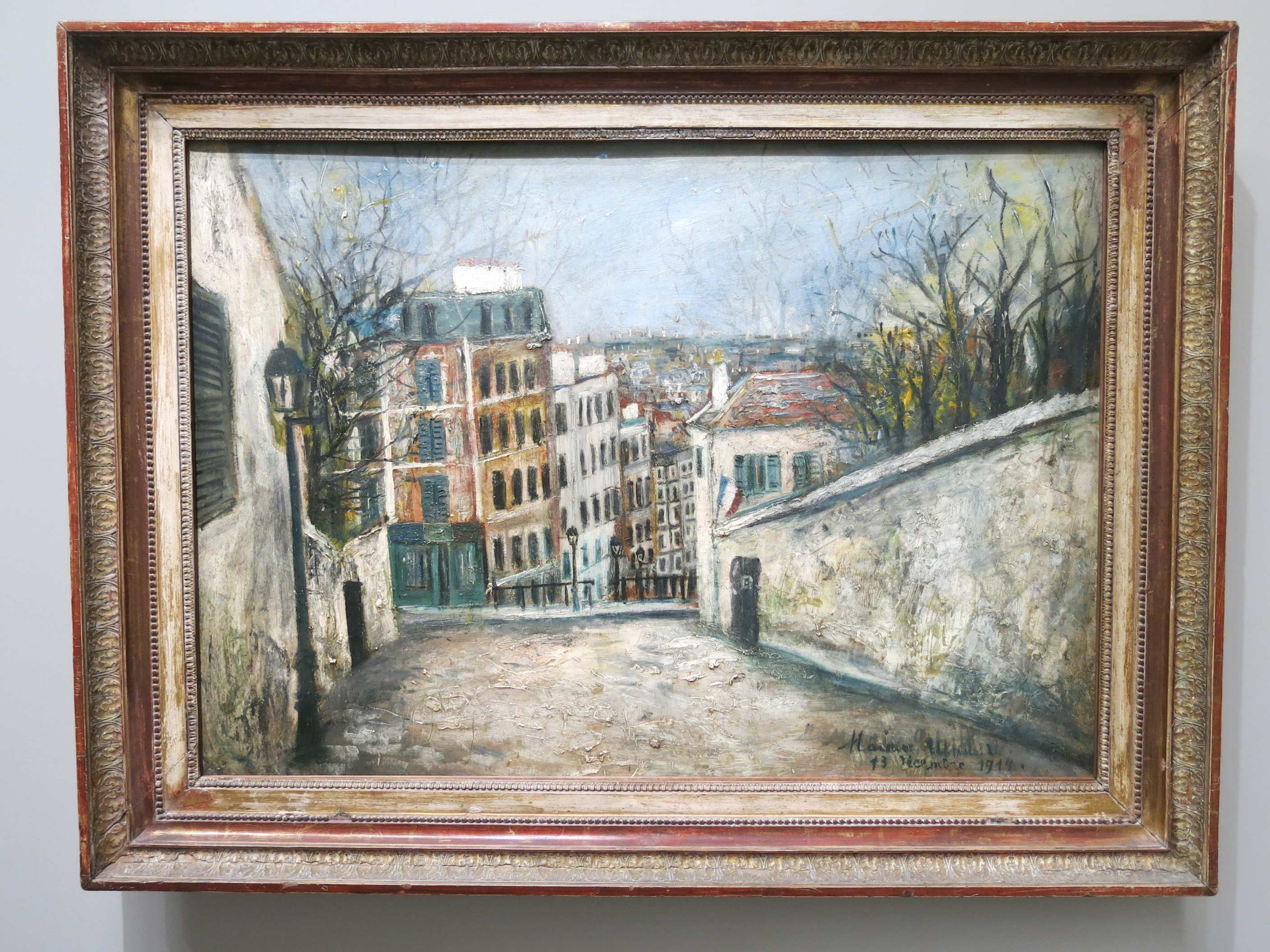
Rue du Mont-Cenis à Paris (1914), olio su cartone, Musée Marmottan Monet, Parigi

Maurice Utrillo i Morlius, nato Maurice Valadon (Parigi, 26 dicembre 1883 – Dax, 5 novembre 1955), è stato un pittore francese, specializzato in paesaggi urbani.

## Biografia
Utrillo è stato uno dei pochi celebri pittori di Montmartre realmente nato nel quartiere. Era il figlio naturale della pittrice e modella francese Suzanne Valadon (nata Marie-Clémentine Valadon) che, al tempo del parto aveva diciotto anni e posava per vari artisti, non rivelò mai chi fosse il padre del bambino. Alcune congetture volevano che fosse nato dal rapporto con un giovane pittore sconosciuto di nome Boissy, mentre altre lo davano figlio di Pierre Puvis de Chavannes o addirittura di Pierre-Auguste Renoir. Nel 1891, Miquel Utrillo, un artista catalano, firmò un documento legale in cui ne riconosceva la paternità, ma non si sa se costui fosse effettivamente il padre.
Venne cresciuto dalla nonna che, impaurita dai violenti attacchi epilettici del ragazzo, cercava di calmarlo dandogli da bere un bicchiere di vino. Per questo motivo Utrillo mostrò presto una certa inclinazione all'alcolismo (che gli valse il soprannome di Litrillo affibbiatogli dai bambini del quartiere) e all'assenteismo scolastico.
Quando nel 1904, a ventuno anni, manifestò i primi sintomi di una malattia mentale che l'avrebbe tormentato spesso, fu incoraggiato a dipingere proprio dalla madre, mostrando un precoce talento. Senza altri insegnamenti, se non quelli datigli da Suzanne Valadon, dipingeva e disegnava scorci di Montmartre, Montmagny e dei dintorni di Parigi.
Dopo il 1910 le sue opere iniziarono ad attirare l'attenzione dei critici, e verso il 1920 era già divenuto una figura leggendaria e le sue opere avevano ormai una fama internazionale. Nel 1928, il governo francese gli attribuì la Legion d'Onore. In seguito i suoi disturbi mentali lo portarono ripetutamente all'internamento in manicomio.
Utrillo si sposò nel 1935, all'età di cinquantadue anni con Lucie Valore, pittrice anche lei, e si trasferì a Le Vésinet, appena fuori Parigi. A quell'epoca era già troppo malato per lavorare all'aria aperta, così dipingeva paesaggi visti dalla finestra, da cartoline o a memoria.
Consapevole dell'incertezza circa la sua paternità, firmò sempre le sue opere Utrillo V. (iniziale del cognome della madre).

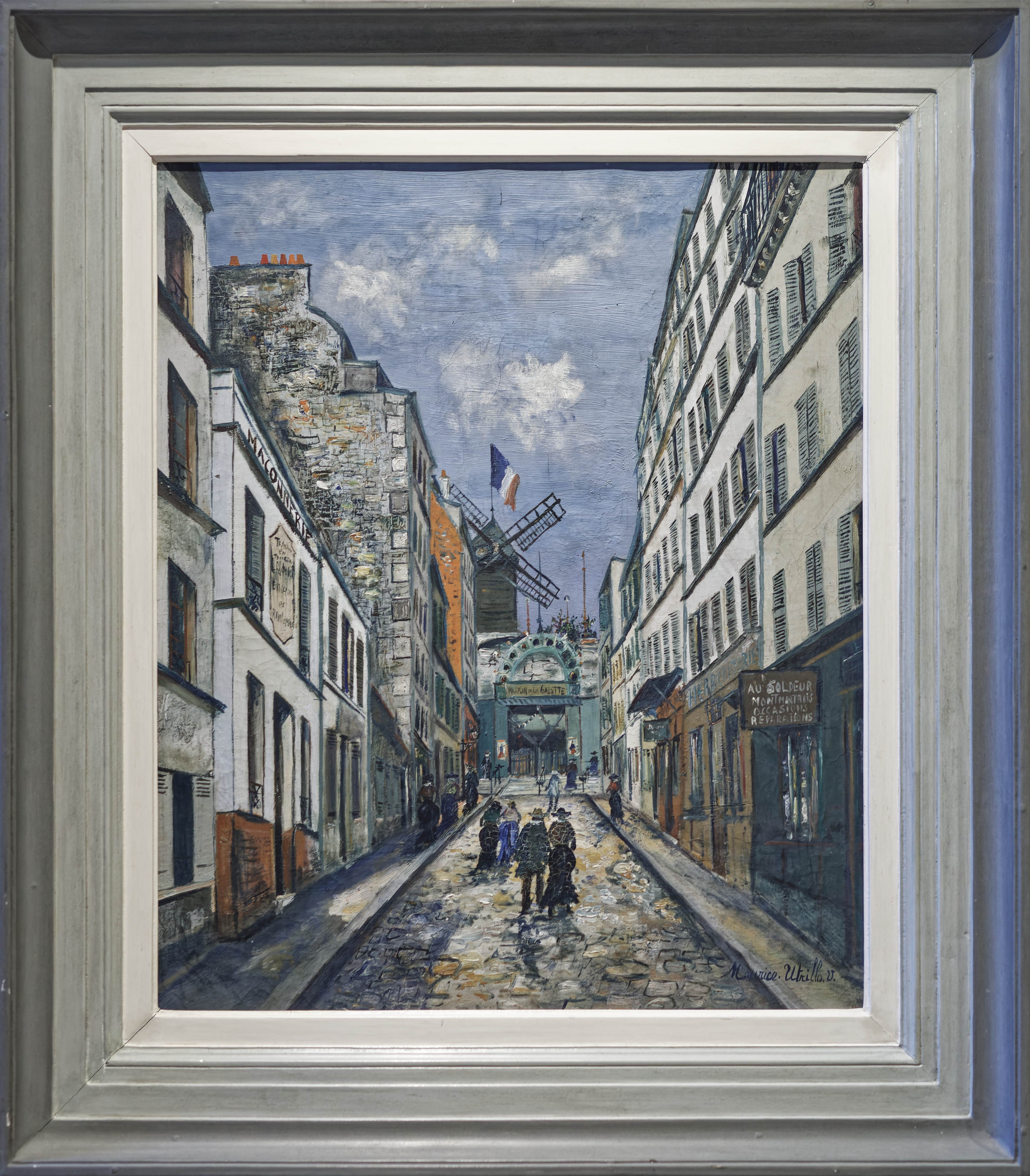
Rue Lepic, le Moulin de la galette, Musée des Beaux Arts de Nancy

Nonostante la dipendenza dall'alcol e l'epilessia, Utrillo visse fino a settantadue anni: morì infatti il 5 novembre del 1955 e fu sepolto nel Cimitero di Saint-Vincent, a Parigi.

## Alcune opere
- I tetti di Montmagny (1906-1907)
- La Porte Saint-Martin (1909 circa)
- Le Moulin de la Galette (1912 circa)
- Impasse Cottin (1913)
- Strada di Parigi (1914)
- Le Sacré-Coeur, Montmartre e Rue Saint-Rustique (1927 circa)